# Arab News
Arab News és un diari angloparlant de l'Aràbia Saudita. Es publica des de Riad i és un diari de gran format l'audiència objectiu del qual consisteix d'empresaris, executius i diplomàtics. Va ser fundat a Jeddah el 20 d'abril de 1975 per Hisham Hafiz i el seu germà Mohammad Hafiz. Va ser el primer diari en anglès publicat a Aràbia Saudita.
És una de les publicacions propietat de Saudi Research and Publishing Company (SRPC), una subsidiària de Saudi Research and Media Group (SRMG). El seu eslògan és The Voice of a Changing Region (La veu d'una regió canviant).